# Partido del Progreso de Ciudades de Castilla y León
El Partido del Progreso de Ciudades de Castilla y León (PP.CC.AL.) fue un partido político nacional nacido en la provincia de León, con sede en San Andrés del Rabanedo (León). Proponía en sus bases ideológicas el establecimiento de un régimen foral exclusivo y diferenciado para lo que fue el antiguo Reino de León, con un órgano de gobierno, que serían las Cortes Leonesas.
En las elecciones municipales de mayo de 2007 presentan candidaturas en nueve ayuntamientos.
Se presentan a las elecciones a las Cortes de Castilla y León de 2022 por la provincia de Soria proponiendo un modelo comarcal y son sancionados por la Junta Electoral tras la denuncia presentada por Soria ¡Ya!, que también concurre a esas elecciones, por la utilización sin permiso de su logotipo con la intención de suplantar la identidad de esta plataforma ciudadana. Obtienen 23 votos, un 0,01 %.